# A Mile from Home
A Mile from Home es una película nigeriana de acción y drama de 2013 escrita, producida y dirigida por Eric Aghimien. Está protagonizada por Tope Tedela, Chiedozie Sambasa Nzeribe, Alex Ayalogu, Eric Nwanso y Tolu Akinbileje. Tedela interpreta a Lala, un estudiante universitario con una crisis de identidad. Fue nominada en dos categorías en la segunda edición de los Africa Magic Viewers Choice Awards y ganó el premio al mejor actor en un drama. La película también ganó el Premio de la Academia de Cine de África 2014 por sus logros en efectos visuales.

## Sinopsis
Jude Odaro, conocido como Lala (Tope Tedela), es un estudiante universitario que se unió a una pandilla para vengarse de Stone, un gánster que lo quitó por la fuerza algo muy importante para él.
Suku (Chiedozie Nzeribe), líder de la pandilla, lo convierte en su hombre de confianza y segundo al mando. Jude se introduce en el mundo del crimen bajo el cuidado de Suku, quien le confía todo lo que tiene y controla. Jude, totalmente comprometido con la pandilla obtiene un nuevo nombre, Lala. Sin embargo, él tiene sentimientos por Ivie, la novia de Suku y está dispuesto a morir amándola.

## Reparto
| Actor                       | Personaje   |
| --------------------------- | ----------- |
| Tope Tedela                 | Jude / Lala |
| Chiedozie 'Sambasa' Nzeribe | Suku        |
| Alex Ayalogu                | Don Kolo    |
| Tolu Akinbileje             | Ivie        |
| Eric Nwanso                 | Deba        |

## Premios y nominaciones
| Premios                                  | Categoría                      | Nominado                                  | Resultado |
| ---------------------------------------- | ------------------------------ | ----------------------------------------- | --------- |
| Africa Magic Viewers Choice Awards       | Mejor actor de drama           | Tope Tedela                               | Ganador   |
| Africa Magic Viewers Choice Awards       | Mejor diseñador de iluminación | Eric Aghimien                             | Nominado  |
| Premios de la Academia del Cine Africano | Logro en efectos visuales      | Eric Aghimien                             | Ganador   |
| Premios de la Academia del Cine Africano | Logro en maquillaje            |                                           | Nominado  |
| Premios de la Academia del Cine Africano | Mejor actor joven / prometedor | Tope Tedela                               | Nominado  |
| Best of Nollywood Awards                 | Mejor película                 | Eric Aghimien                             | Nominado  |
| Best of Nollywood Awards                 | Mejor actor principal          | Tope Tedela                               | Ganador   |
| Best of Nollywood Awards                 | Mejor Director                 | Eric Aghimien                             | Nominado  |
| Best of Nollywood Awards                 | Mejor película editada         | Eric Aghimien                             | Ganador   |
| Best of Nollywood Awards                 | Mejor actor de reparto         | Chiedozie 'Sambasa' Nzeribe               | Nominado  |
| Best of Nollywood Awards                 | Revelación del año             | Tope Tedela                               | Nominado  |
| Best of Nollywood Awards                 | Mejor guion                    | Eric Aghimien                             | Nominado  |
| Best of Nollywood Awards                 | Mejores efectos especiales     | Eric Aghimien                             | Ganador   |
| Premios de Cine Golden Icons Academy     | Mejor película dramática       | Eric Aghimien                             | Ganador   |
| Premios de Cine Golden Icons Academy     | Mejor Director                 | Eric Aghimien                             | Ganador   |
| Premios de Cine Golden Icons Academy     | Mejor película                 | Eric Aghimien                             | Nominado  |
| Premios de Cine Golden Icons Academy     | Actor más prometedor           | Tope Tedela                               | Ganador   |
| Premios de Cine Golden Icons Academy     | Mejor dúo en pantalla          | Tope Tedela y Chiedozie 'Sambasa' Nzeribe | Nominado  |
| Premios de Cine Golden Icons Academy     | Mejor Productor                | Eric Aghimien                             | Nominado  |
| Premios de Cine Golden Icons Academy     | Mejor película editada         | Eric Aghimien                             | Nominado  |
| Premios de Cine Golden Icons Academy     | Mejor maquillaje               |                                           | Nominado  |
| Premios de Cine Golden Icons Academy     | Mejor fotografía               | Eric Aghimien                             | Nominado  |
| Premios de Cine Golden Icons Academy     | Mejor sonido                   | Vincent 'VNC' Umukoro y Joshua Ekine      | Ganador   |
| Premios de entretenimiento de Nigeria    | Mejor actor                    | Tope Tedela                               | Ganador   |
| Premios de Cine de Nollywood             | Mejor película                 | Eric Aghimien                             | Ganador   |
| Premios de Cine de Nollywood             | Mejor Director                 | Eric Aghimien                             | Nominado  |
| Premios de Cine de Nollywood             | Mejor fotografía               | Eric Aghimien                             | Nominado  |
| Premios de Cine de Nollywood             | Mejor protagonista masculino   | Tope Tedela                               | Nominado  |
| Premios de Cine de Nollywood             | Mejor diseño de vestuario      | Godwin Aghimien                           | Nominado  |
| Premios de Cine de Nollywood             | Mejor estrella en ascenso      | Tope Tedela                               | Ganador   |
| Premios de Cine de Nollywood             | Mejor maquillaje               |                                           | Nominado  |
| Premios de Cine de Nollywood             | Mejor guion original           | Eric Aghimien                             | Nominado  |
| Premios de Cine de Nollywood             | Mejor diseño de escenografía   | Biodun Olagbaju y Eric Aghimien           | Nominado  |
| Premios de Cine de Nollywood             | Mejor banda sonora             | Vincent 'VNC' Umukoro                     | Nominado  |